# Bostaera nasuta
Bostaera nasuta är en insektsart som beskrevs av Ball 1902. Bostaera nasuta ingår i släktet Bostaera och familjen sporrstritar. Inga underarter finns listade i Catalogue of Life.